# Knutbydramat
Knutbydramat syftar på händelserna kring ett mord och ett mordförsök i samhället Gränsta den 10 januari 2004, strax utanför Knutby i Uppsala län. Samtliga inblandade var medlemmar i Filadelfiaförsamlingen i Knutby. Pastorn Helge Fossmos fru mördades och en annan församlingsmedlem skottskadades svårt. Mordet och den följande rättsliga processen var huvudnyhet i svenska medier från då det skedde och under de följande två kvartalen under 2004. 
Helge Fossmo åtalades och fälldes för att ha förmått den i media kallade "barnflickan" Sara Svensson, att mörda hans andra fru Alexandra, och utföra mordförsök på den skottskadade medlemmen. Sara Svensson, som erkände bägge brotten, åtalades och fälldes för mord och mordförsök. Helge Fossmo anklagades dessutom för att ha mördat sin första fru, men fälldes inte för det. Media valde även att intressera sig starkt för församlingens ledande kvinna, pastorn och sångerskan Åsa Waldau, som var äldre syster till den mördade frun, Alexandra Fossmo, och kollega i församlingsledningen till den åtalade mannen.

## Bakgrund och händelseförlopp
Huvudpunkterna är mordet på Alexandra Fossmo, Helge Fossmos fru, och mordförsöket på en församlingsmedlem i grannhuset. Den tidigare barnflickan hos pastorn häktades efter en bilresa till sitt barndomshem i Småland. Hon erkände omgående mordet och mordförsöket. Erkännandet innehöll sådana uppgifter att utredarna omedelbart vidtog åtgärder för att bättre förstå de bakomliggande motiven till gärningarna. Uppgifterna tydde på att Sara Svensson klart och tydligt hade uppfattat sig ha Guds uppdrag att hjälpa de bägge offren hem. Dödsorsaken i fråga om Helge Fossmos första fru, som avled 1999 under omständigheter som tidigare bedömts som en olycka, togs upp till förnyad utredning. Pastorn åtalades även för detta dödsfall.
Sara Svensson, som var äldre än sin husmor, arbetade vid tiden för händelserna för mat och husrum med att ta hand om barnen från Fossmos första äktenskap.
Den mördade Alexandra hade tidigare arbetat som anställd i den för mordförsök utsatte grannens företag. Sara Svensson hade i sin relation med pastorn bibringats hoppet att hon skulle bli pastorns nya fru. Hon gav honom pengar av sitt lilla arv efter modern.  I november 2003 hade Sara Svensson överfallit Alexandra Fossmo och utdelat flera hammarslag mot hennes huvud medan hon låg och sov. Fossmo blev dock inte allvarligt skadad och händelsen polisanmäldes aldrig.
Skjutningarna 2004 utfördes med en pistol som varit beslagtagen av polisen. Möjligen var det polisinformatören, Farid Lamrani, som försåg Sara Svensson med vapen och vapenlektioner strax före dådet, men hördes aldrig av polisen innan han försvann till Marocko. Han hävdade själv att han hjälpt Sara med skytte och försökt skaffa vapen men inte lyckats.
Frun till den skottskadade församlingsmedlemmen, som utsatts för mordförsöket, styrkte att hon hade haft en sexuell relation med den åtalade pastorn, vilket även den åtalade "barnflickan" hade haft.

## Åklagarens rekonstruktion av brottsförloppet
Alexandra Fossmo sköts 10 januari 2004 till döds med flera skott i huvudet när hon sov i sin säng i villan i Knutby; hon avled omedelbart. En granne, med vars fru Helge Fossmo haft ett förhållande, besköts ett par minuter senare i sin bostad och fick livshotande skador. Enligt åklagaren, som stödde sig på Svenssons utsagor, utväxlades före och under tiden för brotten ett stort antal SMS och telefonsamtal mellan Helge Fossmo och Sara Svensson. Innehållet i sms-meddelandena hade raderats, men det visade sig möjligt att tekniskt rekonstruera dem på ett sent stadium av rättegången i tingsrätten, och de styrkte därmed Sara Svenssons utsagor, till polisen och i rättssalen, om innehållet i dessa sms: de hade varit avsedda att inge henne föreställningar om att Gud hade beordrat gärningarna, vilket åklagaren använde i åtalen mot Helge Fossmo för anstiftan till mord och mordförsök.
Sara Svensson, som senare greps i sitt föräldrahem i Vaggeryd i Småland, erkände gärningarna. Hon erkände också ett mordförsök på Alexandra, utfört med en hammare under hösten 2003. Hon beskrev sanningsenligt hur hon köpt vapnet, övningsskjutit och tillverkat en ljuddämpare som hon använde vid brotten. Hon beskrev också sin flyktväg. Ljuddämparen hittades efter Sara Svenssons beskrivning i en papperskorg i Vrigstad, mellan Vaggeryd och Sävsjö. Det var svårare att finna vapnet som hon kastat i Kalmarsund från Ölandsbron, men det lyckades teknikerna med, efter Saras utpekande av platsen under utredningen.

## Rättsprocessen

### Anhållanden och delgivningar av misstanke
Sara Svensson åtalades för mord på Alexandra Fossmo och mordförsök på grannen.
Helge Fossmo anhölls 28 januari misstänkt för mord och mordförsök. Den skottskadade grannens fru anhölls 29 januari för delaktighet men släpptes senare. Helge Fossmo delgavs 3 mars misstanke för mordet på sin första hustru 1999 samt misstanke om anstiftan till mordförsök på Alexandra Fossmo ungefär ett halvår före mordet 2004. Han häktades för samma brott den 11 mars. Helge Fossmo åtalades 12 maj för mord på sin första hustru, anstiftan till mordförsök och anstiftan till mord på sin andra hustru och sin granne.

### Rättegången
Rättegången mot Helge Fossmo och Sara Svensson inleddes 18 maj i Uppsala tingsrätt. Enligt åklagarens sakframställan slog Fossmo sin första frus huvud så hårt i badkarsblandaren att hon dog. Fossmo skulle också, enligt åtalet, ha anstiftat mordet på sin andra fru, Alexandra Fossmo och mordförsöket på sin granne, församlingsmedlemmen Daniel Linde. Åtalet mot Sara Svensson omfattade endast de bägge senare brotten, som hon erkänt att hon utfört. 
Flera personer i församlingen, tidigare och nuvarande medlemmar, vittnade om vad som föregått brotten och kompletterade den tekniska och polisiära utredningen och den rättsliga prövningen. 
19 maj hördes Sara Svensson av rätten. Helge Fossmo fick under förhören lämna rättssalen, och istället lyssna i ett så kallat medhörningsrum, för att hon skulle kunna tala fritt. 24 maj–27 maj fortsatte förhören med Sara Svensson och förhören i rätten med Helge Fossmo inleddes. DN:s rubrik handlade denna dag om Fossmos utsagor om påståendet Jag var förälskad i båda, då det framkommit att han hade sexuella relationer vid sidan av äktenskapet, och 'båda' i utsagan avser dels Daniel Lindes fru och Sara Svensson. Förutom utförligt återgivande av alla yttranden som rört sex och otrohet i den lilla församlingen, skrev flera av tidningarna också om demonisering och hjärntvätt i församlingen, som också beskrevs som en sekt.
28 maj bestod domstolsförhandlingarna mest av expertvittnen. Meningarna gick isär om huruvida ett fall i badkaret likt det som skulle ha orsakat pastorns första frus död verkligen kan ha varit dödande, eller om våld måste ha föregått fallet.
31 maj valde huvudvittnet "grannen" Daniel Linde, att gå ut med sin egen berättelse om händelserna i Knutby, men framför allt om Helge Fossmo, i Expressen.
1 juni förhördes åter ett vittne, som före Sara Svenssons tid som hjälp i familjen Fossmo hade arbetat i familjen. Hennes vittnesmål var till Helge Fossmos nackdel, om hur det gick till när hans första fru, Helene, avled i hemmets badrum. Rätten fick också denna dag ta del av en rekonstruktionsvideo där Sara Svensson visade hur hon förflyttat sig under den aktuella mordnatten. Under eftermiddagen bevittnade tingsrätten en kontrollerad skottrekonstruktion i Helge Fossmos hem. Den hölls för att bevisa att Fossmo måste ha vaknat av ljudet från skotten. Helge Fossmo hävdade att han sov igenom hela skottdramat.
3 juni höll tingsrätten förhör med Åsa Waldau, som målsägande då den mördade kvinnan och hon var systrar. Även Waldaus make hördes denna dag.
7 juni begärde rätten ett utlåtande från Socialstyrelsens rättsliga råd, eftersom medicinska expertutlåtandena var oeniga om Fossmos första frus död var följd av en olycka eller inte.
30 juli avkunnade tingsrätten domarna. 
Sara Svensson dömdes för mord och mordförsök till sluten rättspsykiatrisk vård med särskild utskrivningsprövning. 
Helge Fossmo dömdes till livstids fängelse för anstiftan till mord och anstiftan till mordförsök. Han frikändes från misstanken om mord på sin första fru. 
12 november fick Helge Fossmo och Sara Svensson sina domar från tingsrätten fastställda av Svea hovrätt.

## Mediarapportering
Medierna rapporterade kontinuerligt om allt från uppgifter som sexuella relationer, polisutryckningen till Knutby, förundersökningen, åtalet till rättegången och domsluten. Artiklarna kompletterades med uppgifter med uttalanden från experter inom berörda fackområden, då allmänheten inte kunde förstå hur dessa brott kunnat planeras och genomföras på det sätt som framkom under polisutredning och vid förhören under domstolsförhandlingarna. Några löpsedlar från 18 maj: Blodet sprutade som en fontän (Expressen), Hon sa att hon var pastorns träl (Aftonbladet), Hon ville återvinna Guds nåd (DN) och Barnflickan ville återvinna Guds nåd (Svenska Dagbladet) är exempel på vad som sagts under förhören och återgavs för allmänheten av reportrarna. 
I den mediala rapporteringen om dramat figurerade, vid sidan av offren, "barnflickan" och "pastorn", även pastor Åsa Waldau, i media även kallad "Kristi brud", en benämning som inom judendomen syftar på Israels folk och i kristendomen församlingen eller den kristna kyrkan som helhet. Uppgifterna om huruvida hon verkligen har kallats så inom församlingen går isär. Pastorn, Sara Svensson ("Barnflickan"), några avhoppare och andra utomstående vittnen har uppgett att så är fallet. Församlingsmedlemmar, andra utomstående vittnen samt tidigare medlemmar och Åsa Waldau själv nekar till att så är fallet. 
Snarare än att framställa Filadelfiaförsamlingen i Knutby och mordoffrets syster Åsa Waldau som drabbade beskrevs församlingen ofta som en sekt och dess pastorer ifrågasattes av media såväl som företrädare för Pingströrelsen i Sverige. Pingströrelsen (som är ett nätverk av fria församlingar i samverkan, och vid den tiden saknade överordnad kontrollfunktion) gav församlingen ett ultimatum, nämligen att pastorerna skulle lämna sina uppdrag, vilket församlingen inte accepterade. Därmed togs vigselrätten ifrån församlingen, vilket innebär att församlingen tvingades att lämna Pingströrelsen. Företrädare för Pingströrelsen underströk att Knutbydramat ska ses som en engångshändelse, utan annan motsvarighet i rörelsens historia.
Expressen publicerade i sin nätupplaga bilder från rättegången på Fossmo och Svensson. Tidningen stängdes då tillfälligt ute från rättegången, men släpptes in igen sedan det fastslagits att tidningen publicerat bilder av TV-bilder inifrån rättssalen. Reportrarna ansågs därmed inte ha brutit mot förbudet att fotografera inne i rättssalen.
Expressen kritiserades också för bristande pressetik när tidningen publicerat en intervju med den skottskadade församlingsmedlemmen vilken reportern aldrig intervjuat. Reportern och fotografen hade också försökt tränga sig in på den sal på Akademiska sjukhuset där den skottskadade vårdades. Sjukhusets informationschef Henrik Pederby kritiserade tidningens pressetiska hållning i ett brev till Expressens dåvarande chefredaktör. 
Flera författare och journalister kompletterade med fördjupningsartiklar och böcker om förhållanden i församlingen, som kunde vara centrala för förståelsen av brotten, och med egna teorier.

### Alternativa beskrivningar
Helge Fossmo fick utrymme i media att från fängelset sprida komprometterande uppgifter om församlingen och skuldbelägga andra i församlingsledningen. Den 31 augusti 2006 erkände Fossmo för TV 4:s reporter Karin Swärd att han är medskyldig till mordet på hustrun Alexandra och mordförsöket på Daniel Linde. I intervjun indikerade han att det fanns ännu en medskyldig, men att detaljer endast skulle ges till polisen.
I en intervju med norska Dagbladet publicerad 2 september 2006 hävdade Helge Fossmo att Åsa Waldau höll i trådarna och att han endast handlade på hennes order. Beviset för detta ansåg Fossmo, med stöd av läkaren Rigmor Robèrt och professorn Eva Lundgren, är det faktum att en lingvist som studerat de beryktade SMS:en menar att de skrivits av samma person som skrev Tirsaprofetian. Församlingen och Åsa Waldau förnekar all inblandning och har hela tiden hävdat att Tirsaprofetian är en produkt av Helge Fossmo. Uppsalapolisens utredare prövade teorier om fler inblandade, utan att det ledde till åtal.
Dick Sundevall och Rigmor Robért arbetade vidare på fallet och publicerade en serie artiklar i nättidningen Magasinet Paragraf. Där menar de att förundersökningen tyder på att Sara Svensson inte sköt och i vilket fall som helst att det fanns någon mer inblandad. Bland annat framkommer att Sara Svensson inte gått från sin flyktbil utan bara till den vilket innebär att någon annan måste ha kört bilen och att en ny uppgift om att en skumgummikudde för extra ljuddämpning använts för mordförsöket framkommit först månader efter erkännandet och efter att åklagaren begärt uppgifter som kunde stämma med den tekniska bevisningen. Över huvud taget har inte Sara Svensson kunnat återge själva skotten på ett sätt som stämmer med den tekniska utredningen. Hon har uppgett att hon sköt Alexandra i fel ordning, i fel vinkel, från fel avstånd, på fel ställe i sängen och med sängkläderna i fel ordning.

## Efterspel och upplösning
Församlingen levde kvar i mer än ett decennium efter dramat. Två av församlingens ledare lämnade formellt församlingen och orten år 2016. Flera medlemmar började engagera sig i andra församlingar under 2017, och i maj 2018 avvecklades Filadelfiaförsamlingen i Knutby.
En ny rättegång inleddes i januari 2020, där fyra av den tidigare församlingens pastorer stod åtalade för att ha örfilat församlingsmedlemmar.

## Teateruppsättningar
31 januari 2009 hade pjäsen Knutby - Gud, sex och lydnad av Malin Lagerlöf premiär på Uppsala stadsteater i regi av Eva Dahlman (skådespelare).

## TV och film
- Skotten i Knutby, dokumentär, 2005
- Vägen hem, miniserie/drama för TV4, 2009
- GW:s mord, säsong 2, avsnitt 1, dokumentär, TV4, 2017
- Knutby: I blind tro, dokumentärserie i sex avsnitt, HBO Nordic, 2021
- Knutby – dramaserie, Cmore, 2021